# Natação nos Jogos Olímpicos de Verão da Juventude de 2014 - 200 m livres Rapazes
As provas de natação' dos' 200 m livres de rapazes nos Jogos Olímpicos de Verão da Juventude de 2014 decorreram a 18 de Agosto de 2014 no natatório do Centro Olímpico de Desportos de Nanquim em Nanquim, China. Na final, o Ouro foi ganho pelo italiano Nicolangelo de Fabio, seguida por Kyle Stolk (Prata para a Holanda) e Damian Wierling, que foi Bronze pela Alemanha.

## Medalhistas
| Ouro   | ITA Nicolangelo di Fabio |
| Prata  | NED Kyle Stolk           |
| Bronze | GER Damian Wierling      |

## Resultados da final
| Pos.              | Linha | Nadador                  | Tempo total | Diferença |
| ----------------- | ----- | ------------------------ | ----------- | --------- |
| Medalha de ouro   | 4     | ITA Nicolangelo di Fabio | 1:48.45     |           |
| Medalha de prata  | 5     | NED Kyle Stolk           | 1:48.59     | +0.14     |
| Medalha de bronze | 6     | GER Damian Wierling      | 1:48.91     | +0.46     |
| 4                 | 1     | GBR Duncan Scott         | 1:49.73     | +1.28     |
| 5                 | 2     | RSA Joshua Willem Steyn  | 1:50.06     | +1.61     |
| 6                 | 7     | ISR Ido Haber            | 1:50.41     | +1.96     |
| 7                 | 3     | BRA Luiz Altamir Melo    | 1:50.51     | +2.06     |
| 8                 | 8     | GBR Patrick Mulcare      | 1:50.57     | +2.12     |